# Violectra
Die Violectra ist eine elektrische Geige
Der Name „Violectra“ steht für eine „elektrische Violine“ mit vier Saiten. Ihr Tonumfang liegt eine Oktave unter einer normalen Violine, also zwischen Bratsche und Violoncello.
Die Violectra wurde zu Beginn der 1960er Jahre von der US-amerikanischen Firma Barcus-Berry entwickelt. Jean-Luc Ponty war einer der ersten Jazz-Geiger, der sie verwendet hat, ebenso spielten sie Michał Urbaniak und Elek Bacsik. Die älteste bekannte Aufnahme mit einer Violectra stammt von ihrem Mitentwickler John Berry auf einem im Jahre 1963 zu Demonstrationszwecken erstellen Album. Wahrscheinlich wurde die Violectra schon von einigen Studiomusikern in Los Angeles verwendet, bevor die Jazzmusiker die Monopolstellung übernahmen.